# Gabriel Vidović
Gabriel Vidović (Augsburgo, Alemania, 1 de diciembre de 2003) es un futbolista croata que juega de centrocampista en el G. N. K. Dinamo Zagreb de la Primera Liga de Croacia.

## Trayectoria
Comenzó su carrera jugando en el club de su ciudad natal, el F. C. Augsburgo. En 2016 se incorporó al equipo juvenil del Bayern de Múnich. Tras buenas actuaciones con el Bayern de Múnich II en la Regionalliga Bayern, firmó un nuevo contrato con el Bayern de Múnich hasta 2025.
Más tarde, el entrenador Julian Nagelsmann le llamó para formar parte del primer equipo, en el que consiguió debutar en la Bundesliga el 17 de abril de 2022, entrando como suplente de Serge Gnabry, en una victoria por 3-0 ante el Arminia Bielefeld. En agosto de ese mismo año fue cedido al S. B. V. Vitesse para la temporada 2022-23. Las dos siguientes fue nuevamente prestado, siendo el G. N. K. Dinamo Zagreb y el 1. FSV Maguncia 05 sus destinos.
En junio de 2025 dejó definitivamente el Bayern de Múnich para regresar al G. N. K. Dinamo Zagreb.

## Selección nacional
Nacido en Alemania, jugó partidos amistosos con la selección alemana sub-15, antes de formar parte de varias selecciones juveniles croatas.

## Estadísticas

### Clubes
Actualizado al último partido disputado el 30 de octubre de 2024.
| Club                             | Div.          | Temporada     | Liga  | Liga  | Liga   | Copas nacionales | Copas nacionales | Copas nacionales | Copas internacionales | Copas internacionales | Copas internacionales | Total | Total | Total  |
| Club                             | Div.          | Temporada     | Part. | Goles | Asist. | Part.            | Goles            | Asist.           | Part.                 | Goles                 | Asist.                | Part. | Goles | Asist. |
| -------------------------------- | ------------- | ------------- | ----- | ----- | ------ | ---------------- | ---------------- | ---------------- | --------------------- | --------------------- | --------------------- | ----- | ----- | ------ |
| Bayern de Múnich II · Alemania   | 4.ª           | 2021-22       | 30    | 21    | 10     | ―                | ―                | ―                | ―                     | ―                     | ―                     | 30    | 21    | 10     |
| Bayern de Múnich II · Alemania   | 4.ª           | 2022-23       | 3     | 0     | 0      | ―                | ―                | ―                | ―                     | ―                     | ―                     | 3     | 0     | 0      |
| Bayern de Múnich II · Alemania   | Total club    | Total club    | 33    | 21    | 10     | 0                | 0                | 0                | 0                     | 0                     | 0                     | 33    | 21    | 10     |
| Bayern de Múnich · Alemania      | 1.ª           | 2021-22       | 3     | 0     | 0      | 0                | 0                | 0                | 0                     | 0                     | 0                     | 3     | 0     | 0      |
| Bayern de Múnich · Alemania      | 1.ª           | 2022-23       | 1     | 0     | 1      | 0                | 0                | 0                | 0                     | 0                     | 0                     | 1     | 0     | 1      |
| Bayern de Múnich · Alemania      | Total club    | Total club    | 4     | 0     | 1      | 0                | 0                | 0                | 0                     | 0                     | 0                     | 4     | 0     | 1      |
| S. B. V. Vitesse · Países Bajos  | 1.ª           | 2022-23       | 25    | 4     | 0      | 0                | 0                | 0                | ―                     | ―                     | ―                     | 25    | 4     | 0      |
| S. B. V. Vitesse · Países Bajos  | Total club    | Total club    | 25    | 4     | 0      | 0                | 0                | 0                | 0                     | 0                     | 0                     | 25    | 4     | 0      |
| G. N. K. Dinamo Zagreb · Croacia | 1.ª           | 2023-24       | 27    | 7     | 3      | 4                | 1                | 0                | 9                     | 1                     | 0                     | 40    | 9     | 3      |
| G. N. K. Dinamo Zagreb · Croacia | Total club    | Total club    | 27    | 7     | 3      | 4                | 1                | 0                | 9                     | 1                     | 0                     | 40    | 9     | 3      |
| 1. FSV Maguncia 05 · Alemania    | 1.ª           | 2024-25       | 1     | 0     | 0      | 1                | 0                | 0                | —                     | —                     | —                     | 2     | 0     | 0      |
| 1. FSV Maguncia 05 · Alemania    | Total club    | Total club    | 1     | 0     | 0      | 1                | 0                | 0                | 0                     | 0                     | 0                     | 2     | 0     | 0      |
| Total carrera                    | Total carrera | Total carrera | 90    | 32    | 14     | 5                | 1                | 0                | 9                     | 1                     | 0                     | 104   | 34    | 14     |

## Palmarés

### Títulos nacionales
| Título                  | Club                   | País     | Año     |
| ----------------------- | ---------------------- | -------- | ------- |
| 1. Bundesliga           | Bayern de Múnich       | Alemania | 2021-22 |
| Supercopa de Alemania   | Bayern de Múnich       | Alemania | 2022    |
| Primera Liga de Croacia | G. N. K. Dinamo Zagreb | Croacia  | 2023-24 |
| Copa de Croacia         | G. N. K. Dinamo Zagreb | Croacia  | 2023-24 |
| 1. Bundesliga           | Bayern de Múnich       | Alemania | 2024-25 |